# 원미숙
원미숙(元美淑, 1959년 2월 23일~)은 대한민국의 전직 소방공무원이다. 강원특별자치도 홍천군 출신으로, 여성 소방공무원 최초로 소방령 및 소방정 계급으로 진급한 바 있다. 2015년 9월 7일 강원도 횡성소방서장으로 부임함으로써 대한민국 최초의 여성 소방서장이 되었다. 태백소방서장을 지낸 배우자는 지난 2012년 지병으로 작고했다. 2018년 원주소방서장을 끝으로 소방공무원직에서 퇴임하였다.

## 경력
- 1998년 7월~2002년 6월: 강원.원주.단구.태장119안전센터장
- 2002년 7월~2007년 12월: 강원.원주 예산,예방,소방행정담당
- 2008년 1월~2010년 3월: 강원.정선,원주 소방행정과장
- 2010년 4월~2010년 9월: 세계소방관경기대회. 청 T/F팀장
- 2010년 10월~2012년 3월: 중앙119구조단 기술지원팀장
- 2012년 4월~2014년 4월 16일: 소방제도과 제도2계장
- 2014년 4월 17일~2015년 9월 6일: 소방정, 중앙소방학교 교육훈련팀장
- 2015년 9월 7일~2016년 12월 31일: 소방정, 횡성소방서장
- 2017년 1월 1일~2018년 6월 30일: 소방정, 원주소방서장
- 상지영서대학교 소방안전과 교수

## 수상
2015년 10월 29일 서울특별시 이화여자대학교에서 개최된 제50회 전국여성대회에서 '2015년 여성 1호상'을 수상했다. 여성 1호상은 한분야에서 괄목할만한 성과를 낸 최초의 여성을 위한 것으로, 최초의 여성 소방서장 등에 오른 것이 계기이다.